# Rhinichthys deaconi
Rhinichthys deaconi là một loài cá vây tia trong họ Cyprinidae.
Loài này chỉ có ở Thung lũng Las Vegas thuộc Hoa Kỳ. International Union for the Conservation of Nature đã công bố loài này tuyệt chủng từ năm 1986.